# Saghghez
Saghghez (pers. ‏سقز‎) – miasto w zachodnim Iranie, w Kurdystanie. W 2006 roku miasto liczyło 131 349 mieszkańców w 31 336 rodzinach.

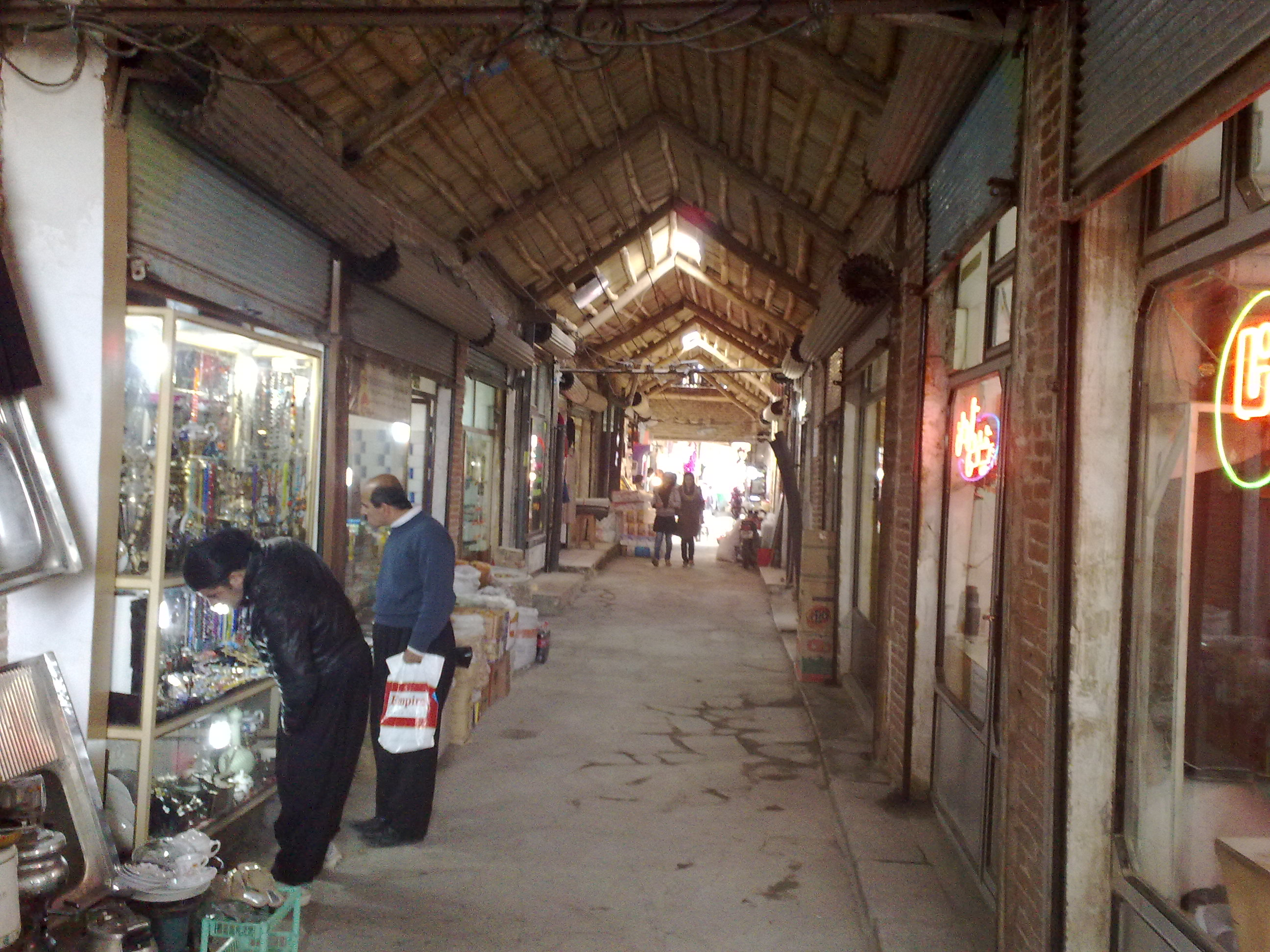
Bazar żydowski